# Анастасија (певачица)
Анастасија (енгл. Anastacia Lyn Newkirk; Чикаго, 17. септембар 1968) америчка је певачица, композитор, текстописац, музички продуцент, играчица, модни дизајнер и филантроп.
Популарна је у Европи, Северној, Јужној, и Латинској Америци, Азији, Африци и Океанији, али не у толикој мери у САД. Своју каријеру започела је као плесачица 1983. године. Прву славу стекла је као играчица наступајући на МТВ-јевом телевизијском програму Клуб МТВ у периоду од 1985. до 1992. Музичку каријеру започела је 1990. године певајући пратеће вокале. Као соло певачица први успех је постигла 1992. године наступајући на BET-овом телевизијском програму "Comic View". 1993. године је имала први дует у својој каријери са америчким диџејем Давидом Моралесом са песмом "Forever Luv". Те исте 1993. године се преселила у Лос Анђелес, те је уз помоћ продуцента ОГ-и Пирса компоновала и објавила прву песму "One More Chance" (која се нашла на њеном деби албуму из 1999. године). Сарадња ипак није довела до потписивања уговора. Од 1997. до 1999. године Анастасија је била члан бенда "The Kraze". Снимила је две дуетске песме са кубанским композитором Омаром Сосом — прву песму "Mi Negra, Tu Bombón" 1998. године, а другу "" 1999. године. Њен деби албум Not That Kind објављен 1999. Албум је постигао комерцијални успех, дебитујући на првом месту широм света, постигавши мулти-платинасте продаје у Аустралији, Новом Зеланду и Европи. Њен први сингл "" је постао глобални хит 1999. године, дебитујући на првом месту топ листа, широм Европе, као и у Аустралији и Новом Зеланду, био је критички признат од стране Елтона Џона и Мајкла Џексона и био четврти највећи европски сингл и највећи аустралијски сингл 1999. Године 2001. објавила је други студијски албум Freak of Nature који на топ-листама достиже #1 у осам земаља. Након успешног опоравка од рака дојке, вратила се на сцену 2004. године са трећим студијским албумом Anastacia који је постао други најпродаванији албум године у Европи. Године 2005. објавила је компилацију највећих хитова Pieces of a Dream. Четврти студијски албум Heavy Rotation објавила је 2008. године. Продаје овог албума су биле изразито ниже у односу на продаје њених претходних издања, како због ослабљење музичке поп индустрије, тако и због оскудне промоције.
Продала је преко 50 милиона плоча широм света. Широм света је позната по свом оштром, високом и снажном гласу (контаралт). Осим по снажном гласу, Анастасија је донедавно била позната и по свом, тада, заштитном знаку —наочарама, које је престала да носи након операције очију у августу 2005. године.
Због ниског раста (157 cm), добила је надимак Мала дама са великим гласом. Критичари, медији и фанови широм света сматрају је „Краљицом поп-соула”. Њој је у јануару 2003. године дијагностикован рак дојке, који је излечила 2006. године. Анастасија је 27. фебруара 2013. године изјавила да је приморана да откаже своју европску турнеју због чињенице да јој је дијагностикован рак дојке по други пут. Јула исте године изјавила је да је победила рак дојке по други пут. Дана 1. октобра 2013. открила је да је урадила двоструку мастектомију (одстранила обе дојке). Године 2014. вратила се на музичку сцену својим шестим студијским албумом Resurrection који достиже топ 10 на италијанским, немачким и британским топ листама.

## Музичка каријера

### Пре популарности (1968—1988)
Анастасија је рођена у Чикагу, Илиноис, 17. септембра 1968. Њен покојни отац Роберт Невкирк (немачког порекла) је био клупски певач, а њена мајка Дајана Харли (ирског порекла) је глумица на Бродвеју. Након што је њен отац (оболео од биполарног поремећаја) напустио Невкирк породицу када је она била тинејџерка, Анастасија се са мајком, братом и сестром преселила у Њујорк. Након тога се уписала у професионалну дечју школу на Менхетну.
Анастасији је 1981. дијагностикована Кронова болест када је имала само тринаест година. Неизлечива болест црева довела је до операције, где су хирурзи секући директно кроз мишиће стомака уклонили део црева, након чега је Анастасија постала непокретна и кретала се уз помоћ колица, учећи поново да хода. Упркос њеној болести убрзо је постала заинтересована за плес. 1987. године, у 19. години, дијета је изазвала Кронов рецидив. Упркос њеним здравственим проблемима, Анастасија је наставила да се бави својом каријером наредну деценију.

### Почетак музичке каријере (1988—1998)
Своју каријеру започиње као плесачица 80-тих година. Прву славу стекла је као играчица наступајући на МТВ-јевом телевизијском програму Клуб МТВ у периоду од 1985. до 1992. Појавила се у неколико спотова 1988. и 1989. године за амерички хип хоп трио Салт-ен-пепа. 1990. године почиње музичку каријеру певајући пратеће вокале на трећем албуму "New Inside" поп певачице Тифани. 1991. године појавила се и у споту "My Fallen Angel" кубанског певача Coro-а. Соло каријеру, као певачица почиње 1992. године. Први успех је постигла наступајући на BET-овом телевизијском програму "Comic View" 1992. године, певајући песму од Олете Адамс "Get Here". 1993. године се преселила у Лос Анђелес како би уз помоћ продуцента ОГ-и Пирса снимила песму "One More Chance", сарадња ипак није довела до потписивања уговора. Исте године је снимила дуетску песму "Forever Luv" са америчким диџеј-ем Давид Моралесом, али опет остаје без уговора. Анастасији су продуценти константно говорили да су интригирани њеним гласом али да се њена музика једноставно не уклапа ни у једну категорију. 1994. године певала је пратеће вокале на деби албуму Џејми Фокса "Peep This", а 1995. године је певала пратеће вокале на трећем студијском албуму "Head over Heels" америчке певачице Пауле Абдул. До 1997. године Анастасија је постала члан реге бенда под називом "The Kraze" чији је члан остала до 1999. године. Снимила је две дуетске песме са кубанским композитором Омар Сосом прву песму "Mi Negra, Tu Bombón" је снимила 1998. године, а другу "Tienes Un Solo" 1999. године.

### Not That Kind ера и пробој у каријери (1998—2001)
Анастасија је 1998. године учествовала у такмичарском шоу програму за откривање младих талената са својом песмом "Not That Kind", након што је ушла у финале, освојила је 2. место и коначно потписала уговор са издавачком кућом Сони. Деби албум Not That Kind је издала 1999. године. Албум је био комерцијални успех дебитујући на првом месту широм света, постигавши мулти-платинасте продаје у Аустралији, Новом Зеланду и Европи. Њен први сингл "I'm Outta Love" је постао глобални хит 1999. године, дебитујући на првом месту топ листа, широм Европе, као и у, Аустралији и Новом Зеланду. Други сингл "Not That Kind" достигао је 11. место у Италији, док је на Енглеским топ листама ушао у топ 10, а на швајцарским и француским топ листама, сингл је достигао 20. место. Трећи сингл "Cowboys & Kisses" и четврти сингл "Made for Lovin' You" су се такође високо котирали на топ листама широм света. Анастасија је 2001. године на додели "World Music Awards" награда, освојила награду за најбоље продаваног женског извођача на свету. 29. маја 2001. године, Анастасија је имала дует са чувеним тенором Лучаном Паваротијем у Модени

### Freak of Nature и достигнута популарност (2001—2002)
Анастасија је 2001. године објавила свој други албум за Епик рекордс, „Freak of Nature“. Албум је имао слабије продајне карактеристике у односу на „Not That Kind“, али је забележио солидан комерцијалан успех и продат је у око 7 милиона примерака широм света, пробивши се међу десет најбољих на листама широм Европе. Албумов први сингл „Paid My Dues“ објављен исте године, је био највећи хит са албума, достигавши прво место на италијанским, данским, швајцарским и норвешким топ листама. Други сингл, „One Day in Your Life“, објављен је 2002. године. и одмах је ушао међу десет најбољих на топ листама широм Европе. Ту песму је 2002. Анастасија изводила на додели Едисон награда (енгл. Edison Music Awards), освојивши награду за најбољег „новајлију“ (енгл. Best International Newcomer). Следећа два сингла, такође објављена 2002. године., „Why'd You Lie to Me“ и балада „You'll Never Be Alone“ су се такође нашла на Европским топ листама. Анастасијина популарност још више расте након 23. маја 2002. године и наступа на „VH1 Divas Live“ у Лас Вегасу, прво је наступила са Селин Дион, а затим и самостално изводећи песму „One Day in Your Life“. Анастасија је исте године снимила песму „Love Is a Crime" која је била део музике за мјузикл „Чикаго". Песма се нашла на врху листе „Хот Денс Клуб Плеј“. Те године, Анастасија је наступила на Светском првенству у фудбалу, које се одржало у Јапану и Јужној Кореји од 31. маја до 30. јуна 2002. године. са својом песмом „Бум", која је била званична песма првенства.

### Рак дојке, трећи студијски албум, компилација највећих хитова и Светски тржишни успех (2003—2006)
У јануару 2003. године, Анастасија је одлучила да смањи дојке и отишла је на рутински преглед мамограмом. Од рутинске контроле за операцију редукције груди, открила је да има рак дојке. Након успешне операције и опоравка од рака, 29. марта 2004.године, Анастасија издаје свој трећи студијски албум, назван једноставно Анастасија. Овај албум донео је нешто другачије и озбиљније тонове од претходних, тежећи више ка рок музици. Албум је постигао комерцијални успех, дебитујући на првом месту широм света. Продат је у преко 20 милиона копија (20.000.000.) широм света и остао је њен најпродаванији албум до данас. Водећи сингл са албума Left Outside Alone постао је њен највећи хит, оставши петнаест узастопних недеља на првом месту светских топ-листа. Остали синглови са албума Sick and Tired, Welcome to My Truth и Heavy on My Heart такође су се успешно котирали на топ-листама. Новембра 2005. излази њена прва компилација највећих хитова, под називом "Pieces of a Dream", која је садржала четири нове песме, "Everything Burns", "Pieces of a Dream", "In Your Eyes" и "I Belong to You (Il Ritmo della Passione)". Прва два сингла, "Everything Burns" и "Pieces of a Dream", постигла су велики успех на топ-листама, али је трећи, "I Belong to You", постао највећи хит са албума 2006.године.

## Дискографија

### Албуми
- 1999:
- 2001:
- 2004:
- 2005:
- 2008:
- 2012:
- 2014: Resurrection
- 2015: Ultimate Collection
- 2016: A4App
- 2017: Live At The O2 Apollo Manchester 2017
- 2017: Evolution

### Синглови
- 1993: One More Chance
- 1993: Forever Luv (дует са David Morales)
- 1998: Mi Negra, Tu Bombón (дует са Omar Sosa)
- 1998: Not That Kind
- 1999: Tienes Un Solo (дует са Omar Sosa)
- 1999: Crushin
- 1999: I'm Outta Love
- 2000: Saturday Night's Alright for Fighting (дует са Elton John)
- 2001: Cowboys And Kisses
- 2001: Made For Lovin' You
- 2001: Paid My Dues
- 2001: Let It Be (дует са Paul McCartney, Anastacia и остали)
- 2001: I Ask of You (дует са Luciano Pavarotti)
- 2001: What More Can I Give (дует са Michael Jackson и остали)
- 2001: Love Is Alive (дует са Vonda Shepard)
- 2001: 911 (дует са Wyclef Jean)
- 2001: I Thought I Told You That (дует са Faith Evans)
- 2002: One Day in Your Life
- 2002: Boom
- 2002: Why'd You Lie To Me
- 2002: You'll Never Be Alone
- 2002: You Shook Me All Night Long (дует са Celine Dion)
- 2002: Bad Girls (дует са Jamiroquai)
- 2003: Love Is a Crime
- 2003: We Are the Champions, We Will Rock You, Amandla (дует са Queen, Beyoncé, Bono, Cast and David A. Stewart)
- 2004: Left Outside Alone
- 2004: Sick And Tired
- 2004: Welcome To My Truth
- 2004: Heavy On My Heart
- 2004: I Do (дует са Sonny Sandoval)
- 2005: Everything Burns (дует са Ben Moody)
- 2005: Pieces Of A Dream
- 2005: I Belong To You (дует са Eros Ramazzotti)
- 2007: Sing (дует са Annie Lennox и остали)
- 2008: I Can Feel You
- 2008: Absolutely Positively
- 2009: Defeated
- 2009: Stalemate (дует са Ben's Brothers)
- 2009: Holding Back the Years (дует са Simply Red)
- 2010: Safety (дует са Dima Bilan)
- 2010: Burning Star (дует са Natalia Druyts)
- 2011: What Can We Do (A Deeper Love) (дует са Tiësto)
- 2012: If I Was Your Boyfriend (дует са Tony Moran)
- 2012: Dream on
- 2012: Best Of You
- 2014: Stupid Little Things
- 2014: Lifeline
- 2014: Staring at the Sun
- 2014: Staring at the Sun (Digital Dog Remix)
- 2014: Lifeline feat. Kekko (Modà)
- 2015: Take This Chance
- 2015: Army Of Me
- 2016: Who's Loving You (дует са Auryn)
- 2017: Ti Amo (дует са Umberto Tozzi)
- 2017: Caught in the Middle

## Видеографија
- 1988 Get Up Everybody (Get Up) (Salt-n-Pepa)
- 1989 Twist and Shout (Salt-n-Pepa)
- 1991 My Fallen Angel (Coro)
- 1999 I'm Outta Love
- 2000 Not That Kind
- 2001 Cowboys & Kisses
- 2001 Made for Lovin' You
- 2001 Paid My Dues
- 2002 One Day in Your Life
- 2002 Boom
- 2002 Why'd You Lie to Me
- 2002 You'll Never Be Alone
- 2003 Love Is a Crime
- 2004 Left Outside Alone
- 2004 Sick and Tired
- 2004 Welcome to My Truth
- 2004 Heavy on My Heart
- 2005 Left Outside Alone (U.S. Version)
- 2005 Everything Burns
- 2005 Pieces of a Dream
- 2006 I Belong to You (Il Ritmo della Passione)
- 2008 I Can Feel You
- 2008 Absolutely Positevely
- 2009 Stalemate
- 2010 Safety
- 2011 What Can We Do (Deeper Love) ft. Tiesto
- 2012 What Can We Do (Deeper Love)
- 2012 Best of You
- 2014 Stupid Little Things
- 2014 Staring at the Sun
- 2014 Staring at the Sun (Digital Dog Remix)
- 2014 Lifeline feat. Kekko (Modà)
- 2015 Take This Chance
- 2015 Army Of Me
- 2016 Who's Loving You (дует са Auryn)
- 2017 Ti Amo (дует са Umberto Tozzi)
- 2017 Caught in the Middle

## Турнеје
- 1999: US Club Tour
- 1999–2001: Not That Kind Promo Tour[10]
- 2000: Europe Promo Tour
- 2000: US Promo Tour
- 2000: Australian Promo Tour
- 2001: European Open Air Tour
- 2001-2002: Freak of Nature European Promo Tour
- 2002: Eurasian Promo Tour
- 2002: Australian Promo Tour
- 2004–05: Live at Last Tour
- 2009: Heavy Rotation Tour
- 2009–10: Here Come the Girls
- 2011: Natalia Meets Anastacia Tour
- 2011-2012: European Festivals
- 2012: Summer Tour
- 2012: Night of the Proms
- 2014–2015: Resurrection Tour
- 2016-2017: The Ultimate Collection Tour

### Албуми
| Назив              | Детаљи                                                                                       | Место на топ-листи | Место на топ-листи | Место на топ-листи | Место на топ-листи | Место на топ-листи | Место на топ-листи | Место на топ-листи | Место на топ-листи | Место на топ-листи | Место на топ-листи | Сертификати |
| Назив              | Детаљи                                                                                       | US                 | AUS                | AUT                | FRA                | GER                | ITA                | NDL                | SWE                | SWI                | UK                 | Сертификати |
| ------------------ | -------------------------------------------------------------------------------------------- | ------------------ | ------------------ | ------------------ | ------------------ | ------------------ | ------------------ | ------------------ | ------------------ | ------------------ | ------------------ | --- |
| Not That Kind      | - објављен: 16. децембар 1999. - издавачка кућа: Epic, Daylight - формати: ЦД, ЛП, касета    | 168                | 2                  | 3                  | 6                  | 2                  | 5                  | 1                  | 9                  | 1                  | 2                  | - AUS: 3× Platinum - AUT: Platinum - FRA: 2× Platinum - GER: 5× Gold - SWE: Gold - SWI: 3× Platinum - UK: 3× Platinum     |
| Freak of Nature    | - објављен: 23. новембар 2001. године - издавачка кућа: Epic, Daylight - формати: ЦД, касета | 27                 | 10                 | 2                  | 15                 | 1                  | 3                  | 1                  | 1                  | 1                  | 4                  | - AUS: Platinum - AUT: Platinum - FRA: 2× Gold - GER: 3× Platinum - SWE: 2× Platinum - SWI: 5× Platinum - UK: 3× Platinum |
| Anastacia          | - објављен: 29. март 2004. године - издавачка кућа: Epic, Daylight - формати: ЦД, дигитално  | —                  | 1                  | 1                  | 14                 | 1                  | 2                  | 1                  | 1                  | 1                  | 1                  | - AUS: 2× Platinum - AUT: 2× Platinum - FRA: Gold - GER: 4× Platinum - SWE: Platinum - SWI: 3× Platinum - UK: 4× Platinum |
| Heavy Rotation     | - објављен: 24. октобар 2008. године - издавачка кућа: Mercury - формати: ЦД, дигитално      | —                  | 47                 | 6                  | 60                 | 13                 | 6                  | 15                 | 15                 | 3                  | 17                 | - SWE: Gold - SWI: Gold                                                                                                   |
| It's a Man's World | - објављен: 9. новембар 2012. године - издавачка кућа: BMG Rights - формати: ЦД, дигитално   | —                  | —                  | 14                 | —                  | 16                 | —                  | 7                  | —                  | 16                 | —                  | |